# Samuel-Sigismond Schwarz
Samuel-Sigismond Schwarz né le 2 mars 1858 à Miskolc et mort le 6 février 1932 dans le 8e arrondissement de Paris, est un éditeur et patron de presse français d'origine hongroise établi à Paris, fondateur entre autres de L'Assiette au beurre.

## Biographie
Fils d'Ignatz Isaac Schwarz, qui est médecin, et d'Amalia Kohn, Samuel-Sigmund (francisé en « Sigismond ») Schwarz, élevé dans la tradition juive libérale, est un immigrant d'origine hongroise qui arrive à Paris sans doute avant 1878.
Il devient courtier en librairies, se spécialisant dans l’œuvre de Victor Hugo par le biais de Paul Meurice qui lui confie un quasi-monopole de distribution.
Il épouse Fanny Laure Rothschild (1868-?), fille du botaniste et éditeur Jules Rothschild, le 26 février 1887, et Paul Meurice est son témoin, ainsi que le banquier Martin Stettiner et Louis-Jules Hetzel,. Il est naturalisé français puisqu'il est inscrit sur les listes électorales de 1891.
Il est installé dès 1895 au 9 rue Sainte-Anne à Paris en tant qu'éditeur, notamment de partitions de musique, puis sous la raison sociale La Bibliothèque générale, qui est un club de livres. Il propose par souscription des romans reliés sous la forme de feuilletons à travers de multiples collections dont le « Guide du voyageur en librairie » : non seulement il découpe, imprime et vend sous la forme de fascicules à 10 centimes imprimé sur papier de basse qualité l'ensemble de l'œuvre d'Hugo, d'Alfred de Musset, mais également des « œuvrettes » plus ou moins légères, passe partout ou racoleuses comme Fanfan la Tulipe, L'Enfant du viol, Le Crime de Corancez — signé par le sulfureux Albert Savine et illustré de photographies prises sur le vif —, et autre Séduite et vengée. Tout comme l'éditeur Jules Rouff, il propose de nombreuses formes d'abonnement aux fascicules, assorties de primes, autrement dit de cadeaux, et développe un important réseau de vente par correspondance dans toute la France. Il propose également du Hugo en plusieurs volumes, reliés sous couvertures « Modern style ». On trouve également dans son catalogue des fascicules sur l'art, l'archéologie, la décoration, vendus sous forme de volumes et par souscription. Il diffuse L'Encyclopédie populaire illustrée du XXe siècle en association avec la Société française d'éditions d'art.
Il se lance dans l'édition de périodique après la mort de son beau-père en 1900 — Jules Rothschild n'avait sans doute que peu à voir avec la famille des financiers et banquiers homonymes, mais il disposait d'un fonds important de revues qu'il avait racheté et donc d'un fichier libraires et clients. Le 20 octobre sort le premier magazine illustré publié par Schwarz, Le Frou-frou, où, entre autres, Picasso livra des croquis. Ce magazine grivois se présente comme un concurrent de La Vie parisienne et du Cocorico.
Au cours de l'exposition universelle qui se tient à Paris, il croise Albert Langen, l'éditeur allemand, fondateur du Simplicissimus. Le 30 décembre 1900, Schwarz écrit à Anatole France pour lui demander de collaborer à « un journal hebdomadaire satirique illustré en couleur, qui parlera sous une forme très mordante, très cinglante, des problèmes de la vie sociale actuelle ». Le 17 février 1901, il lance Le Pompon, vendu 10 centimes et destiné aux soldats, rempli d'images dans un esprit humour de caserne : imprimé en couleurs, la rédaction est confiée à Clément Rochel, le ton est parfois antidreyfusard. Puis, c'est Sans-Gêne, qui sort à partir du 2 mars, suivi par Le Tutu, à partir du 25 mars — coédité avec un certain Keller, vendu 10 centimes, un format plus populaire que Le Frou-frou et enfin le 4 avril 1901, sort le premier numéro de L'Assiette au beurre. Schwarz publie également au moins quatre autres périodiques l'année suivante.
En 1902, il affirme être devenu « le plus gros éditeur de périodiques illustrés en France », ce qui semble douteux au regard du succès d'un Félix Juven par exemple. Toutefois, Schwarz connaît de belles ventes sur L'Assiette au beurre cette année-là, avec un tirage moyen estimé à 50 000 exemplaires. Il lance quatre autres titres, à savoir, en janvier, Le Gavroche. Journal de la famille, un hebdomadaire de seize pages illustrées que dirige Paul Calvin, puis Les Concours pour tous, sorte de fascicules destinés aux étudiants et aux personnes désireuses de changer de vie professionnelle, puis L'Art décoratif pour tous, qui profite de la vogue Art nouveau, et enfin Le Pied-de-nez, magazine humoristique confié à Camille de Sainte-Croix.
Le 20 mars 1902, il connaît une procédure de liquidation, mais réussit à prouver que son groupe de presse est rentable : or les imprimeurs se sont ligués contre lui, car il a d'importants retards de paiements, faisant ressortir un déficit de 233 433 francs, soit plus de 50 % des recettes. Cependant, certains titres gagnent de l'argent, et en mai, le groupe dégage un bénéfice de 11 335 francs. Il semble que Schwarz ait vu trop grand, trop vite. En février 1903, il suspend la parution du Tutu. Dans une lettre du 22 avril 1903, Léon Bloy laisse entendre que Schwarz s'implique personnellement dans le choix des thèmes, des dessinateurs et des journalistes-écrivains qu'il souhaite voir dans ses journaux. Schwarz payait en retard mais bien : Félix Vallotton reçut pour l'album spécial de L'Assiette au beurre du 1er mars 1902 la somme de 1 000 francs pour 23 dessins lithographiés ; ce forfait comprenait sans doute la pleine propriété des originaux pour l'éditeur car Vallotton était déjà un artiste très connu.
Hélas, le 17 juin 1903, le tribunal de commerce de Paris sanctionne Schwarz, sans doute pour dissimulation de dettes, et ordonne la faillite. Les principaux créanciers — dont les dessinateurs — s'unissent alors sous la raison sociale Société anonyme des journaux illustrés réunis et nomment Schwarz simple co-directeur aux côtés de Charles Bracquart, surveillé par un gérant, un certain De Boulay. Le 6 septembre 1903, Le Pompon est cédé à Fayard, le Sans-Gêne passe dans le giron de Ferenczi (qui le suspendra en 1906, après une première faillite) et L'Art décoratif pour tous est cédé lui à G. d'Hostingue et au jeune René Blum.
Le 4 décembre 1903, Schwarz est démissionné de son poste de directeur, mais son épouse, Fanny Laure, reste un important actionnaire. Dans la procédure, seuls Le Frou-frou et L'Assiette au beurre sont rentables et sont donc rachetés par les créanciers dans le but d'être revendus. En septembre 1904, Le Frou-frou et L'Assiette au beurre sont repris par André de Joncières, président des Publications modernes, qui possèdent déjà d'autres périodiques comme Le Jean-qui-rit, La Journée, La Gaudriole ou L'Amour.
Il ouvre ensuite un nouvel espace de vente et de publications (fascicules, collections par tomes, militaria, etc.) au nom de la Librairie Schwarz & Cie située au 58 rue de la Chaussée-d'Antin qui semble être encore actif à la fin des années 1920, puis qui déménage en 1929 au 12 rue des Cordelières. Il y publia notamment les trois volumes de l'encyclopédie Le Monde et la science imprimée dans les locaux de l'ancienne Maison Quantin [1913 ?].
Samuel-Sigismond Schwarz meurt à Paris en 1932.